# هایپ
هایپ (اختصاری HYIP) مخفف High-yield investment program ، به معنی برنامهٔ سرمایه‌گذاری با بازدهی بالا است. هایپ پدیده‌ای مخصوص به اینترنت نیست؛بلکه به هر نوع برنامهٔ سوددهی با سود بالاتر از مقدار استاندارد چهار تا پنج درصد در سال نیز گفته‌ می‌شود. اگرچه برنامه‌های هایپ آفلاین مخصوص شرکت‌‌های ثبت‌ شده، با سود پایدار و بالا هستند، ولی محدودیت شرکت در این برنامه‌ها به سرمایهٔ حداقل ۵۰۰ هزار دلار باعث رواج هایپ‌های آنلاین در ده سال اخیر شده‌ است. مشکل اینجاست که هایپ‌های آنلاین شفافیت کمتری‌ دارند. در مورد شرکت خود، مدارک ثبت و آدرس دفاتر، نوع و روش سرمایه‌گذاری اطلاعاتی نمی‌دهند و اگر هم اطلاعاتی می‌دهند صحت آن‌ها غالباً قابل پیگیری‌ نیست.

## روش کار هایپ‌ها
روش کار هایپ‌ها به این صورت است که کاربران اینترنتی در این سایت‌ها سرمایه‌گذاری می‌کنند و صاحبان سایت، سرمایهٔ کاربران را اکثراً در بازار فارکس و طلا و به طور کلی خرید و فروش مستقلات، ورزش، کشاورزی و پروژه‌های دولتی و حتی در برخی هایپ‌های دیگر به کار می‌بندند و سود ثابت روزانه، ماهانه و … به کاربران پرداخت‌ می‌کنند. این سایت‌ها معمولاً ادعا‌ می‌کنند، بین ۰٫۵ تا ۱۵۰ درصد سود روزانه پرداخت می‌کنند. برخی از آن‌ها دارای اعتبار چند ساله‌ای هستند و فعالیت قابل‌ توجهی دارند.
توجه کنید که تجارت در فارکس و سایر بازارهای بین‌المللی صرفاً یک ادعاست که از طرف هایپ‌ها مطرح‌می‌شود.

## قمار هایپ (hyip games)
کلمه ی هایپ (Hyip) کوتاه شده ی عبارت High Yield Invesment Program به معنی سرمایه گذاری برنامه ریزی شده با سود بالا می باشد. سایت های هایپ به اعضای خود وعده ی سود بالا در ازای سرمایه گذاری را می دهند. متوسط سودی که این سایت ها طی دوره های سرمایه گذاری پرداخت می کنند 4 تا 5 درصد و حتی بیشتر است. این مقدار برای خیلی از افراد وسوسه کننده است. اما نکته ی غم انگیز ماجرا این است که بسیاری از این سایت ها فقط به قصد کلاهبرداری راه اندازی شده اند.
اکثر هایپ‌ها کلاه بردارند و به کلاه برداران پونزی (Ponzi scams) معروفند. پونزی از نام چارلز پونزی سرمایه‌دار آمریکایی گرفته شده‌ است که با دادن وعده‌هایی مبنی بر افزایش دارایی‌هایش برنامه‌ای راه‌اندازی کرد و صدها میلیون دلار جمع‌آوری کرد و از همان سرمایه‌های جمع‌آوری شده مبلغ کمی را به عنوان سود به سرمایه‌گذاران پرداخت کرد و در آخر با چند صد میلیون دلار متواری‌ شد. به‌طور کلی در طی ده سال گذشته ۵۰۰ میلیون دلار توسط هایپ‌ها کلاهبرداری شده. به عنوان مثال خانم کریس جانسون که در سایت dailypro.com ادعا کرده بود در برنامه‌های ۱۲ روزه ۴۴٪ سود پرداخت می‌کند، از ۳۰۰ هزار نفر مبلغ ۵۰ میلیون دلار کلاه‌برداری‌کرد.

## کلاهبرداری پونزی
معروف ترین فرد در زمینه ی کلاهبرداری های هایپی فردی بود به نام ریچارد پونزی است. او با وعده ی سوددهی بالا توانست اعتماد عده ی زیادی را جذب کند. او باید به افراد در ازای گرفتن پولشان سود پرداخت می کرد. اما به جای آن که سود حاصل از فعالیت اقتصادی با آن پول را به سرمایه گذران بدهد از پول خودشان یا دیگر افراد برای این کار استفاده می کرد. وقتی تعداد افرادی که به پونزی اعتماد کردند افزایش یافت او توانست طی مدت کوتاهی چند میلیون دلار به دست آورد. کلاهبرداری او ضربه ی سختی به اقتصاد آمریکا زد. کلاهبرداری های پونزی از نام همین فرد وام گرفته اند. این طرح ها با وعده ی سود بالا پول مردم را می گیرند و پس از مدتی نه سود را پرداخت می کنند و نه اصل پول را بر می گردانند.
فعالیت سایت های هایپ شفافیت لازم را ندارد. اما کسب سود از آن ها نیز غیرممکن نیست. با داشتن استراتژی مناسب می توانید از این گونه سایت های سرمایه گذاری سود به دست آورید. به یاد داشته باشید ریسک این نوع سرمایه گذاری بسیار بالاست. نمی توان هیچ گاه از امن بودن پول سرمایه گذاری شده اطمینان حاصل کرد. پس پولی را در اختیار هایپ ها قرار دهید. که از دست دادن آن ضربه ای به زندگی شما نمی زند.
جالب آن است که مبالغ سرمایه‌گذاری شده در این سایت‌ها بسیار زیاد است. اگرچه برخی از هایپ‌ها شکست می‌خورند ولی برخی نیز با جذب تعداد افراد زیاد با سرمایه‌های هر چند اندک در همان ماه اول بین پنج تا صد و پنجاه هزار دلار و در سال اول بین ۱ تا ۴۰ میلیون دلار سرمایه جذب می‌کنند.
حال این سؤال پیش می‌آید که با وجود این همه کلاه‌برداری چگونه افراد باز هم در این سایت‌ها سرمایه‌گذاری می‌کنند؟
روش‌های خاصی برای سرمایه‌گذاری در هایپ‌ها وجود دارد:
۱. برخی سرمایه‌گذاران در هایپ‌هایی سرمایه‌گذاری می‌کنند که قابل اعتمادتر هستند. تعداد انگشت‌شماری هایپ (حدود ۱۰ هایپ) وجود دارند که دارای ssl هستند. (البته اعتبار مراجع مختلف ارائه‌دهندهٔ اس اس ال متفاوت است) علاوه براینکه ssl امنیت تبادلات مالی یک وبسایت را تأمین می‌کند (که خود سبب جلب اعتماد بیشتر می‌شود)، مرجع صدور گواهینامهٔ ssl (secure socket layer) برای صدور آن، مدارک ثبت شرکت و مدارک شناسایی فرد متقاضی را طلب می‌کند و اعتبار آن را از مراجع دولتی کشور فرد متقاضی پیگیر می‌شود؛ بنابراین ssl مانند یک پاسپورت یا گواهینامه نشان‌دهندهٔ موجودیت صاحبان وبسایت و قابل پیگیر بودن تخلفات آنان است. همچنین با پیگیری آدرس و شماره تلفن‌های اعلام شده از طرف هایپ، پرسیدن سوالاتی از مدیران هایپ (مثلا در مورد سوابق آن‌ها در فارکس)، پیگیری نام دامنهٔ سایت، سابقهٔ طولانی و… می‌توان هایپ‌های قابل اعتمادتر را شناخت.
علاوه براینکه هایپ‌هایی که ادعای پرداخت سود روزانهٔ بیش از ۱٪ را دارند به هیچ وجه قابل اعتماد نیستند.
۲. برخی سرمایه‌گذاران در هایپ‌های تازه تأسیس سرمایه‌گذاری می‌کنند. در اینصورت صرفنظر از مقدار سودی که پرداخت می‌کنند و سایر مدارکی که نشان‌دهندهٔ کلاه‌بردار بودن آنان است، برخی در ابتدای تأسیس این هایپ‌ها سرمایه‌گذاری می‌کنند، سود پرداخت شده توسط هایپ را برداشت می‌کنند و همهٔ آن را مجدداً سرمایه‌گذاری نمی‌کنند. پس از مدتی (بین چند روز تا یکی دو ماه) مقدار سودی که برداشت کرده‌اند از سرمایهٔ اولیه شان بیشتر می‌شود. حال حتی اگر هایپ کلاه‌بردار باشد، آن‌ها ضرر نکرده‌اند.
۳. کاربران سرمایهٔ خود را بین سایت‌های مختلف پخش‌می‌کنند. به عنوان مثال اگر هزار دلار سرمایه دارند در ۲۰ سایت ۵۰ دلار سرمایه‌گذاری می‌کنند. در اینصورت با بسته شدن یک یا تعداد کمی سایت فرد کل سرمایه‌اش را از دست نمی‌دهد. برخی سرمایهٔ خود را در هایپ‌های مورد ۱، برخی در هایپ‌های مورد ۲ و برخی در هر دو نوع پخش‌ می‌کنند.

## نظارت بر هایپ‌ها (hyip monitoring)
شرکت‌های دیگری معروف به هایپ مانیتورینگ (hyip monitoring) هستند که با سرمایه‌گذاری در هایپ‌های مختلف به کاربران خود نشان می‌دهند که چه هایپ‌هایی سودی را که ادعا کرده‌اند پرداخت می‌کنند. همچنین در این سایت‌ها و فرم‌ها کاربران می‌توانند نظرات خود را راجع به هایپ‌ها بنویسند و تخلفات آن‌ها را گزارش‌کنند.

## آموزش
profit/interest: هر هایپ علاوه بر نمایش سود در سایت، به‌طور خودکار سود هر کاربر را در هر روز محاسبه و در کنترل پنل مخصوص هر کاربر مقدار سود هر روز را در همان روز اضافه می‌کند و کاربر اجازه دارد تا سقف مقدار سودی که دارد از حسابش برداشت کند، که این برداشت نیز به‌طور خودکار از بانک الکترونیکی مربوطه انجام‌می‌شود.
Compound: چون این امکان برای سرمایه‌گذار وجود دارد که در هر زمان سود خود را برداشت کند، برای معاملات فارکس نمی‌توان از سود سرمایه استفاده کرد. (در صورت استفاده کردن ممکن است این مشکل پیش بیاید که در زمان انجام معامله چندین نفر از حساب خود برداشت کنند) بنابراین، در برخی از هایپ‌ها این امکان برای سرمایه‌گذار قرارداده شده تا با سرمایه‌گذاری مرکب (compound) به طور خودکار سود حاصل به سرمایهٔ اولیه (principal) اضافه شود و به آن سود تعلق‌گیرد.
Withdraw: برداشت سود از حساب در هر زمان می‌تواند توسط خود سرمایه‌گذار انجام گیرد؛ ولی برداشت سرمایهٔ اولیه پس از مدت معینی در حدود چند ماه از درخواست انجام می‌شود تا برای معاملات فارکس مشکلی پیش نیاید. البته در بسیاری از هایپ‌ها امکان برداشت سرمایهٔ اولیه وجود‌ندارد.
Referral/affiliate: یکی از راه‌های نوین و پربازده تبلیغاتی سیستم ارجاعی (referral) است؛ که بیشتر سایت‌های تجارت الکترونیک حتی سایت‌های معتبری مثل adbrite, thawte و… نیز از آن بهره می‌برند. روش کار به این صورت است که در سایت اعلام می‌شود، هر فرد که عضو سایت است می‌تواند برای سایت بازاریابی کند و در صورت سرمایه‌گذاری افرادی که او را به عنوان بازاریاب معرفی می‌کنند، درصدی از مبلغ سرمایه‌گذاری شده را به عنوان کارمزد دریافت می‌کند. برخی سایت‌ها سیستم ریفرال چند سطحی ارائه می‌دهند که هم از نظر سایر کشورها از جمله آمریکا و هم در ایران غیرقانونی است. درحالیکه ریفرال معمولی یا تک سطحی طبق قانون اسلامی جعاله، عملی شرعی است.